# Y Corvi
Y Corvi är en pulserande variabel av RR Lyrae-typ (RRC) i stjärnbilden  Korpen.
Stjärnan har en bolometrisk magnitud som varierar mellan +11,73 och 12,10 med en period av 0,32904 dygn eller 7,897 timmar.